# سبيكة المرايا المعدنية

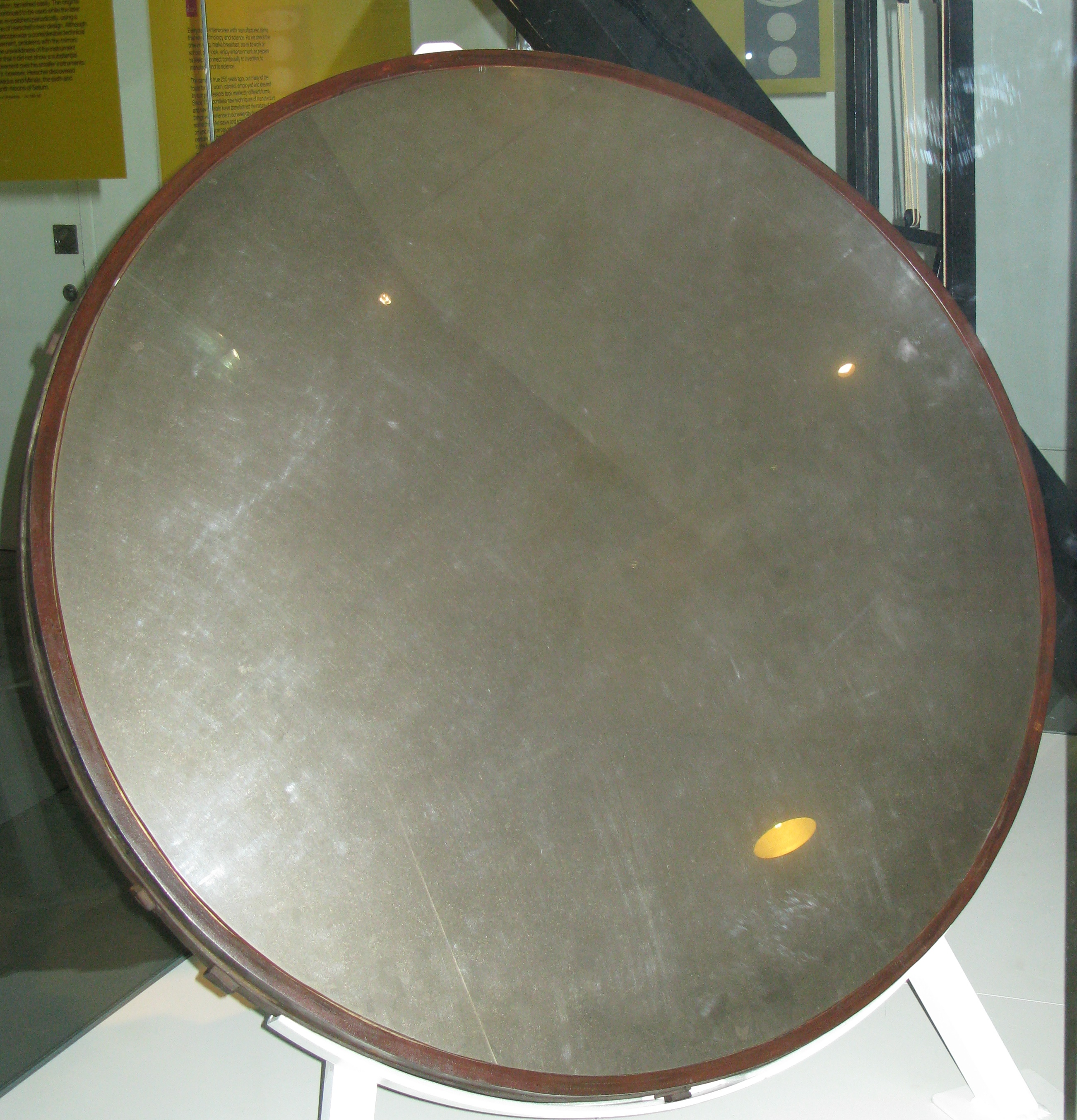
مرآة معدنية لمقراب قطره 12 م, موجود في متحف العلوم في لندن.

الوّذيلة أو السَّجنجل أو سبيكة المرايا المعدنية (بالإنجليزية: Speculum metal)‏ هي خليط بنسبة الثلثين من النحاس والثلث من القصدير، لتنتج سبيكة بيضاء هشة يمكن صقلها لعمل أسطح عالية الانعكاسية. استخدمت في البداية لعمل أنواع متعددة من المرايا من بينها مرايا المقارب العاكسة البصرية القديمة. كما يمكن استخدامها كغطاء معدني للمرايا الزجاجية.

## وصلات خارجية
- National Pollutant Inventory — Copper and compounds fact sheet